# United States Marine Band

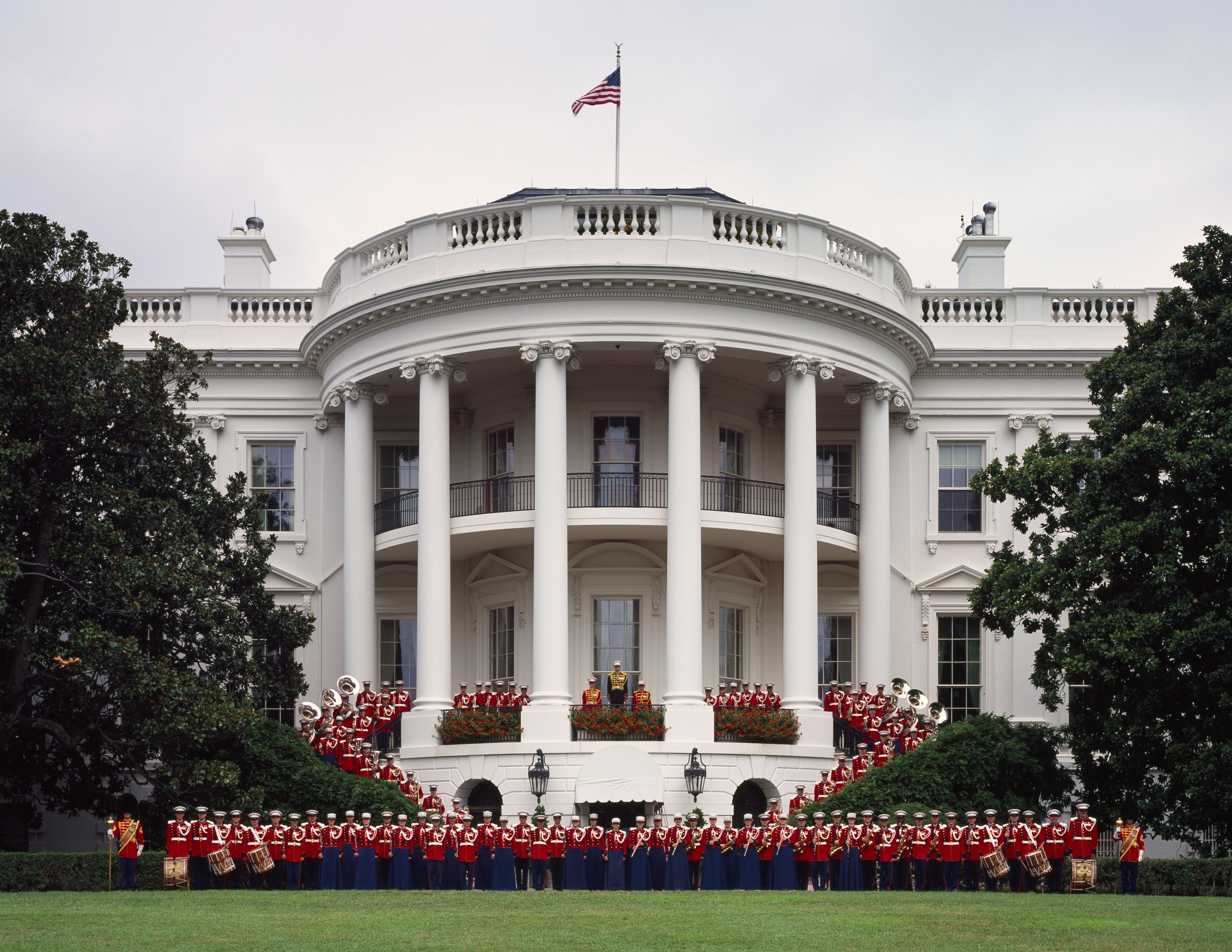
United States Marine Band uppställda vid Vita huset (2007).

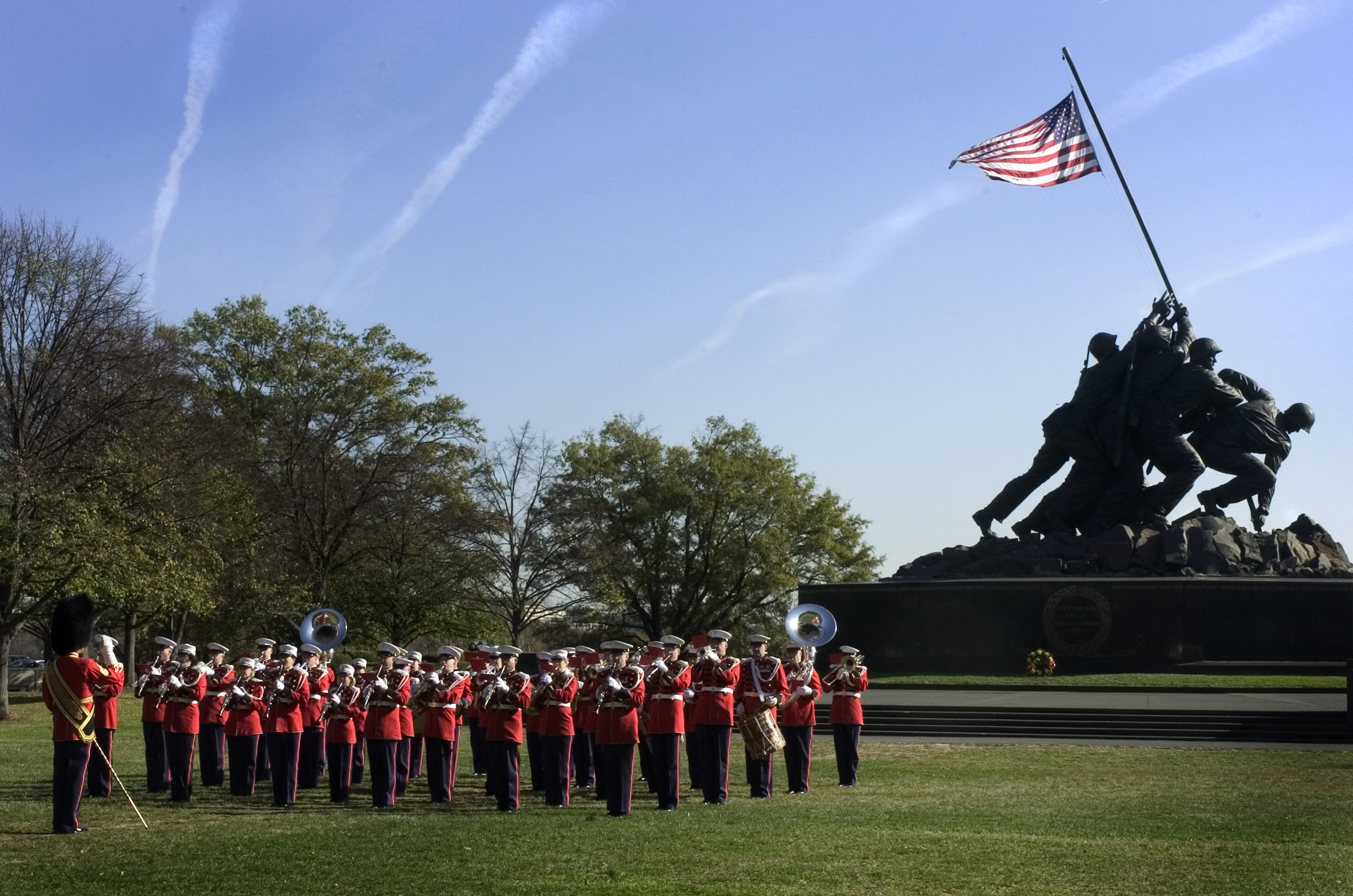
Marinkårens musikkår vid Marine Corps War Memorial i Arlington, Virginia.

United States Marine Band (Förenta staternas marinkårs musikkår) är den primära musikkåren inom USA:s marinkår, sedan 1801 även med tilläggsnamnet The President's Own (Presidentens egna). Den grundades 1798 och är den äldsta militärorkestern i USA:s väpnade styrkor och är även landets äldsta professionella musikorganisation och i den ingår numer även en kammarorkester samt en kammarkör. 
Musikkåren är baserad vid Marine Barracks Washington i Washington, D.C. och deltar i statsceremonier i huvudstaden och huvudstadsområdet som statsbesök, presidentinstallationer, statsbegravningar, därtill olika ceremonier inom USA:s försvarsdepartement samt för marinkåren, såsom militärbegravningar av marinsoldater vid Arlingtonkyrkogården, överlämningsceremonier och paradmönstringar. Musikkåren brukar under sommarmånaderna hålla offentliga framträdanden varje vecka.
Den mest kände medlemmen var dirigenten och kompositören John Philip Sousa som var orkesterns ledare mellan 1880 och 1892.
Förutom United States Marine Band finns det en särskild trum- och bygelhornskår, United States Marine Drum and Bugle Corps samt ytterligare 10 musikkårer inom marinkåren.

## Orkestermedlemmar
Till U.S. Marine Band rekryteras erfarna musiker som väljs ut genom en rigorös antagningsprocess och som måste uppfylla marinkårens krav på fysik. Orkestermedlemmar tjänstgör på fyraåriga kontrakt som underbefäl i marinkåren utan att behöva gå igenom marinkårens vanliga rekrytträning ("boot camp"), ges ingen stridsutbildning och tjänstgör enbart inom U.S. Marine Band. Officerarna kommer ofta från tjänstgöring i något av marinkårens övriga musikkårer.